# Río de Emoción
 (février 2024).
Si vous disposez d'ouvrages ou d'articles de référence ou si vous connaissez des sites web de qualité traitant du thème abordé ici, merci de compléter l'article en donnant les références utiles à sa vérifiabilité et en les liant à la section « Notes et références ».
Albums de Dragon Ash
Harvest
(2003) Independiente
(2007)
Singles
1. Crush the Window
Sortie : 1er juin 2005
2. Yuunagi Union
Sortie : 13 juillet 2005

Río de Emoción (リオ・デ・エモシオン) est le sixième album studio du groupe de fusion japonais Dragon Ash, 7 septembre 2005 au Japon.

## Liste des titres
| 1.    | Intro                                               | 1:15      |
| 2.    | Los Lobos                                           | 4:22      |
| 3.    | Resound (Feat. HIDE & 136)                          | 4:45      |
| 4.    | Palmas Rock (Feat. UZI-ONE)                         | 4:21      |
| 5.    | Scarlet Needle                                      | 4:28      |
| 6.    | Yuunagi Union (夕凪Union)                           | 4:42      |
| 7.    | The Narrow Way                                      | 3:36      |
| 8.    | Cloverleaf                                          | 3:52      |
| 9.    | Illogical                                           | 1:15      |
| 10.   | Round Up                                            | 4:29      |
| 11.   | Loca Burnin (Feat. ainee & Shinji Takeda)           | 4:15      |
| 12.   | Crush the Window                                    | 4:17      |
| 13.   | Asanagi Revival (朝凪Revival)                       | 4:25      |
| 14.   | See You In A Flash/Something In View (piste cachée) | 3:57/3:44 |
| 59:03 |                                                     |           |